# Ronde van Frankrijk 1988
De 75e editie van de Ronde van Frankrijk ging van start op 4 juli 1988 in Pontchâteau aan de Franse westkust en voerde via onder andere Nantes, Reims, Straatsburg, de Franse Alpen, de Pyreneeën, Bordeaux en het Centraal Massief met de klok mee naar de Champs-Élysées in Parijs, waar de wielerwedstrijd op 24 juli 1988 eindigde.
De editie van dit jaar kende niet zoals gebruikelijk een proloog. De Tourdirectie had door de Internationale Wielerunie opgelegd gekregen dat de Ronde maximaal drie weken mocht duren en hield daarom op zondag 3 juli een zogenaamde prelude, een gecombineerde ploegentijdrit en individuele tijdrit die niet meetelde voor het klassement. Wel werden in deze prelude de gele en groene trui vastgesteld voor de eerste etappe en de volgorde van de ploegen in de ploegentijdrit bepaald.
- Aantal ritten: 22
- Totale afstand: 3286 km
- Gemiddelde snelheid: 38.909 km/h
- Aantal deelnemers: 198 (22 ploegen)
- Aantal uitgevallen: 47

## Ploegen
De tourorganisatie nodigde 22 teams, met 9 renners uit voor de Tour.
| - Carrera - PDM - Toshiba - Système U - Cafe de Colombia - BH - 7 Eleven-Hoonved - Caja Rural-Orbea - Hitachi-Bosal-BCE - Château d'Ax - Fagor | - Panasonic-Isostar - Z-Peugeot - Teka - Kas-Canal 10-Mavic - RMO-Liberia-Mavic - Superconfex-Yoko - Reynolds - Kelme - Weinmann-La Suisse - ADR-Mini Fiat-IOC - Sigma-Fina-Diamant |

## Belgische en Nederlandse prestaties
In totaal namen er 31 Belgen en 26 Nederlanders deel aan de Tour van 1988.

### Belgische etappezeges
- In 1988 was er geen Belgische etappeoverwinning.

Sinds 1910 won een Belg telkens minstens 1 etappe. Ondanks de winst van de groene trui kwam er in 1988 toch een einde aan deze reeks.

### Nederlandse etappezeges
- Jean-Paul van Poppel won de 3e etappe van Nantes naar Le Mans, de 10e etappe van Belfort naar Besançon, de 17e etappe van Pau naar Bordeaux en de 22e etappe van Nemours naar Parijs.
- Jelle Nijdam won de 5e etappe van Neufchâtel-en-Bray naar Liévin.
- Steven Rooks won de 12e etappe van Morzine-Avoriaz naar l'Alpe d'Huez.
- Adrie van der Poel won de 16e etappe van Tarbes naar Pau.
- De Nederlandse Panasonic-equipe won de 2e etappe: de Ploegentijdrit van La Haye Fouassière naar Ancenis.

## Etappe-overzicht
| datum   | etappe  | route                               | afstand  | winnaar              | gele trui       |
| ------- | ------- | ----------------------------------- | -------- | -------------------- | --------------- |
| 3 juli  | Prelude | Pornichet - La Baule                | 1 km     | Guido Bontempi       | Guido Bontempi  |
| 4 juli  | 1       | Pontchâteau - Machecoul             | 91,5 km  | Steve Bauer          | Steve Bauer     |
|         | 2       | La Haie-Fouassière - Ancenis (TTT)  | 48 km    | Panasonic            | Teun van Vliet  |
| 5 juli  | 3       | Nantes - Le Mans                    | 213,5 km | Jean-Paul van Poppel | Teun van Vliet  |
| 6 juli  | 4       | Le Mans - Évreux                    | 158 km   | Acacio Da Silva      | Teun van Vliet  |
| 7 juli  | 5       | Neufchâtel-en-Bray - Liévin         | 147,5 km | Jelle Nijdam         | Henk Lubberding |
| 8 juli  | 6       | Liévin - Wasquehal (ITT)            | 52 km    | Sean Yates           | Jelle Nijdam    |
| 9 juli  | 7       | Wasquehal - Reims                   | 225 km   | Valerio Tebaldi      | Jelle Nijdam    |
| 10 juli | 8       | Reims - Nancy                       | 219 km   | Rolf Gölz            | Steve Bauer     |
| 11 juli | 9       | Nancy - Straatsburg                 | 160,5 km | Jérôme Simon         | Steve Bauer     |
| 12 juli | 10      | Belfort - Besançon                  | 149,5 km | Jean-Paul van Poppel | Steve Bauer     |
| 13 juli | 11      | Besançon - Morzine                  | 232 km   | Fabio Parra          | Steve Bauer     |
| 14 juli | 12      | Morzine - l'Alpe d'Huez             | 227 km   | Steven Rooks         | Pedro Delgado   |
| 15 juli | 13      | Grenoble - Villard-de-Lans (ITT)    | 38 km    | Pedro Delgado        | Pedro Delgado   |
| 16 juli | Rustdag | Rustdag                             | Rustdag  | Rustdag              | Rustdag         |
| 17 juli | 14      | Blagnac - Guzet-Neige               | 163 km   | Massimo Ghirotto     | Pedro Delgado   |
| 18 juli | 15      | Saint-Girons - Luz Ardiden          | 187,5 km | Laudelino Cubino     | Pedro Delgado   |
| 19 juli | 16      | Tarbes - Pau                        | 38 km    | Adrie van der Poel   | Pedro Delgado   |
|         | 17      | Pau - Bordeaux                      | 210 km   | Jean-Paul van Poppel | Pedro Delgado   |
| 20 juli | 18      | Ruelle-sur-Touvre - Limoges         | 93,5 km  | Gianni Bugno         | Pedro Delgado   |
| 21 juli | 19      | Limoges - Puy de Dôme               | 188 km   | Johnny Weltz         | Pedro Delgado   |
| 22 juli | 20      | Clermont-Ferrand - Chalon-sur-Saône | 223,5 km | Thierry Marie        | Pedro Delgado   |
| 23 juli | 21      | Santenay - Santenay (ITT)           | 46 km    | Juan Martínez Oliver | Pedro Delgado   |
| 24 juli | 22      | Nemours - Parijs                    | 172,5 km | Jean-Paul van Poppel | Pedro Delgado   |